# Quararibea yunckeri
Quararibea yunckeri é uma espécie de angiospérmica da família Bombacaceae. Esta espécie apenas é encontrada em Honduras.

## Taxonomia e sistemáticas
Quararibea yunckeri é dividido nas seguintes subespécies, conforme o Catalogue of Life:
- Q. y. izabalensis
- Q. y. sessiliflora
- Q. y. veracruzana
- Q. y. yunckeri